# Орденська стрічка

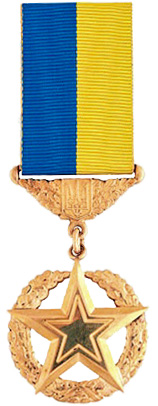
орден «Золота Зірка»

Орденська стрічка — спеціальна стрічка, встановлена для кожного ордена або медалі. Введена до орденів і медалей СРСР Указом Президії ВР СРСР від 19 червня 1943. Для кожного ордена і медалі встановлено стрічку певного кольору і матеріалу. Орденська стрічка кріпить до одягу орден чи медаль. Встановлено спеціальні прямокутні планки, обтягнені відповідними орденськими стрічками. Стрічки передбачено і орденам, які носять на правому боці грудей без колодки для носіння планок. Усі планки орденів і медалей носять на лівому боці грудей. Відповідні орденські стрічки мають і нагороди незалежної України. Порядок розміщення планок з орденськими стрічками визначається статутами і положеннями, які має кожна з нагород. Стрічки медалей «Золота Зірка», «Серп і молот», «Золота Зірка» до звання Герой України окремо від цих медалей не носяться. Для орденів «Мати-героїня», «Материнська слава» стрічки не встановлені. Орденські стрічки мають також ордени іноземних держав, колодки яких розміщуються після нагород України та СРСР.
30 травня 2012 року Указом президента України № 365/2012 затверджено «Положення про відомчі заохочувальні відзнаки». Відповідно до цього положення ширина Орденської стрічки до відомчих нагород України має становити 28 мм. Також цим Положенням встановлено розмір орденської стрічки, яка використовується для виготовлення орденських планок на нагороди, які мають бути 12×28 мм.